# Can Carbó (Rupià)
|  | Per a altres significats, vegeu «Can Carbó». |

Can Carbó és una obra de Rupià (Baix Empordà) protegida com a bé cultural d'interès local.

## Descripció
És una de les cases que hi ha adossades a la muralla juntament amb can Nató, can Valls i can Pastor. Casa pairal típica dels segles XVII-XVIII amb façana esgrafiada de temàtica bucòlica i estil barroc. Aquesta façana dona a la plaça d'Avall, situada entre mitgeres, la part posterior dona al carrer indústria.
La casa de quatre crugies està construïda a cavall de la muralla per la banda d'intramurs. A extramurs, una galeria i una construcció lateral configuren un pati en forma de L. L'escala d'accés al primer pis comunica amb un vestíbul que distribueix les diferents dependències, entre elles dues sales amb voltes pintades d'importants dimensions. Les altres estances, també estan decorades amb pintures i mosaics com a paviment. La casa es construí de nova planta en la segona meitat del segle xvii i que s'engrandí i reformà al llarg del segle xviii. La sala principal té una estructura en volta amb vuit llunetes, decorada amb pintures de motius vegetals molt estilitzats i elegants. El mosaic del paviment en beix i vermell i les petites rajoletes esmaltades de l'actual menjador amb una gran varietat de motius: flor de lis, escuts, grifs, efígies és de gran bellesa. És molt interessant la galeria que s'obre al pati situat extramurs de l'antic fossat, feta de maó vist seguint un ritme diferent en els seus dos pisos. Aquesta casa va pertànyer a l'historiador Ramon Abadal.